# The New Janitor
The New Janitor (Charlot conserje) es un cortometraje estadounidense con dirección y actuación de Charles Chaplin. Fue estrenado el 14 de septiembre de 1914.   

## Reparto
- Charles Chaplin - Conserje
- Jess Dandy[1] - Presidente del Banco
- John T. Dillon - Gerente
- Al St. John - Ascensorista

## Sinopsis
El héroe, un conserje encarnado por Chaplin, es despedido del trabajo por haber tirado accidentalmente por la ventana un balde de agua sobre el presidente del Banco. En tanto uno de los gerentes está siendo amenazado por su corredor de apuestas debido a sus deudas impagas, por lo que decide robar a la compañía. Es sorprendido en el momento de robar el tesoro del Banco por una secretaría, que oprime el timbre de alarma. Charlot va en su ayuda pero es confundido con un ladrón hasta que la secretaría indica quién es el verdadero delincuente. Charlot recibirá una justa recompensa y un apretón de manos por evitar el robo.  

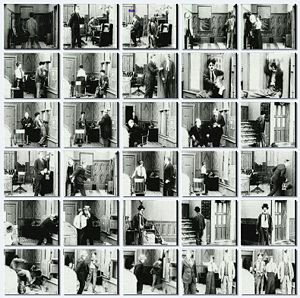
Charlot conserje.

.

## Crítica
Esta película es precursora de The Bank que rodaría para Essanay Studios. No es solamente una suma de escenas cómicas sino que cuenta una historia. Chaplin aporta cierta complejidad a su personaje, inusual en la fábrica de comedias de Mack Sennett.  Se afirman las características de su personaje, su mala suerte, el desdén de la secretaria que no le presta la menor atención, pero también su poder de afrontar un destino cruel (su actitud irónica ante el despido). La dirección de Chaplin se hace notar y la comicidad fluye dentro de la historia sin perturbarla.